# Vin santo

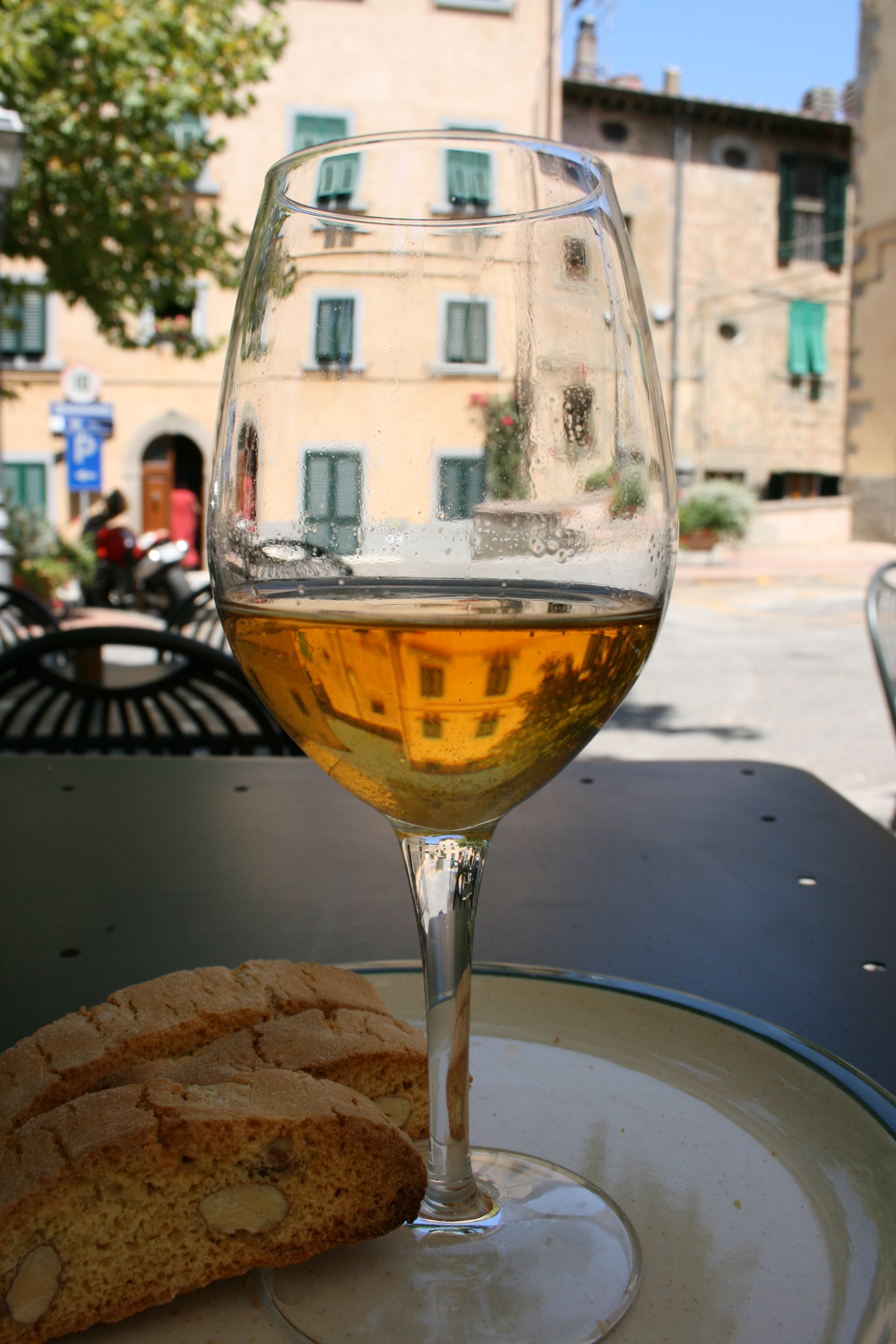
Kieliszek vin santo i ciasteczka

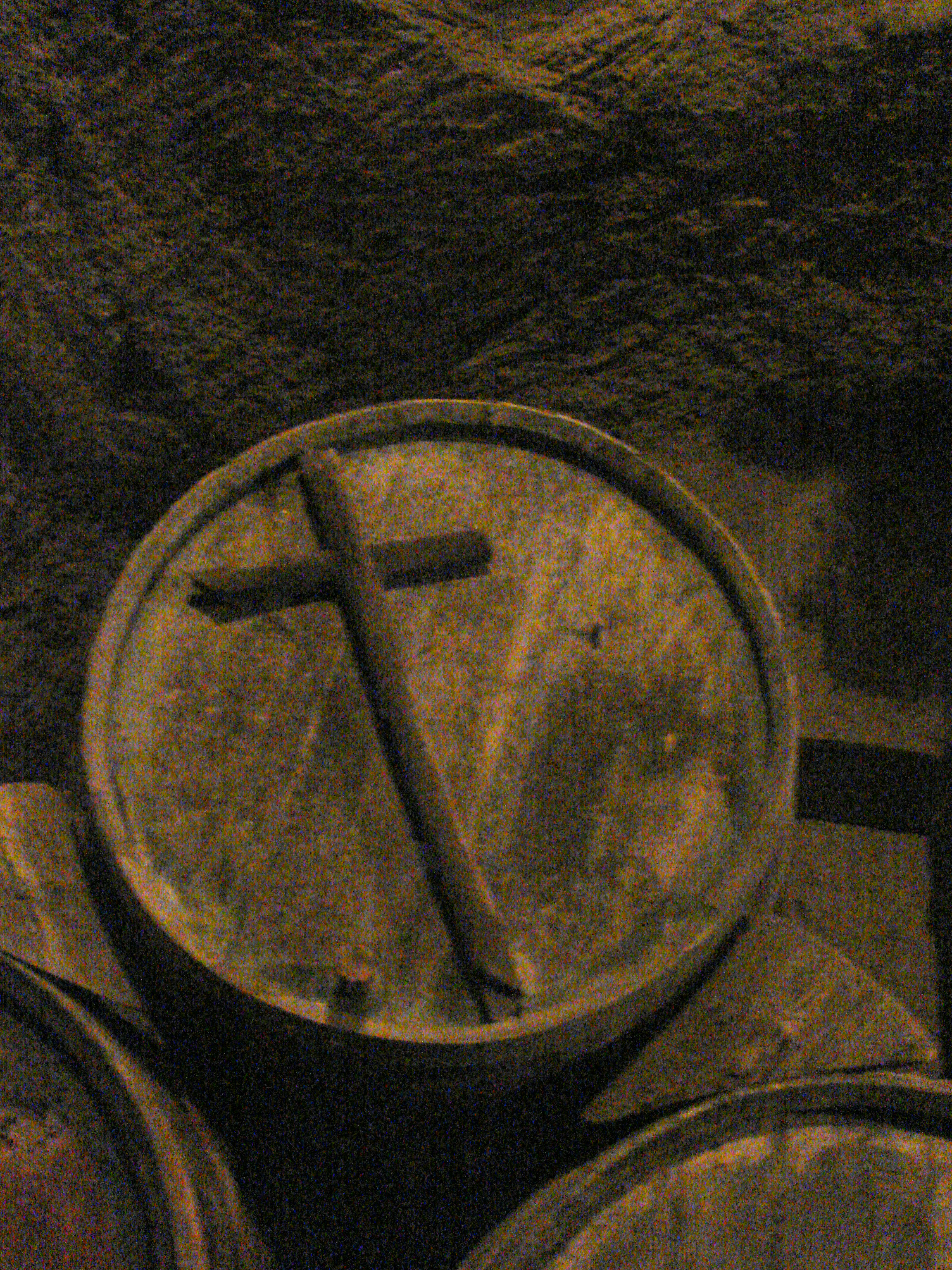
Tradycyjna beczka z krzyżem do starzenia vin santo

Vin santo (pol. święte wino) albo vin santo toscano – wino deserowe z Toskanii we Włoszech, wytwarzane tradycyjną metodą z suszonych na słomianych matach winogron odmian trebbiano i malvasia.
Nazwa pochodzi od chrześcijańskiego Wielkiego Tygodnia, w okolicach którego wino jest gotowe (wł. Settimana Santa). Moment rozpoczęcia przetwarzania winogron zależy od oczekiwanej koncentracji cukru w podsuszanych gronach. Mimo podwyższonego stężenia cukru możliwe jest uzyskanie z takich winogron nawet wina wytrawnego, pod warunkiem, że cały cukier przefermentuje. Wytrawne wersje vin santo przypominają raczej sherry fino niż wino deserowe. Po fermentacji wino dojrzewa przynajmniej trzy lata w małych dębowych beczkach (barrique). Do lat 80. XX wieku powszechnie używano beczek z drewna kasztana jadalnego. Pojemność beczułek wynosi od 50 do 300 l. Zadaszone pomieszczenie, w którym przechowuje się beczki z vin santo, nazywa się vinsantaia.
Popularne apelacje (denominazione di origine controllata), w których wytwarza się vin santo: DOC Val d’Arbia na południowy wschód od Sieny, w regionie znanym z win brunello di montalcino i Colli dell’Etruria Centrale DOC, gdzie produkuje się chianti. Przepisy apelacji Val d’Arbia określają udział szczepu trebbiano na 75%, w Colli dell’Etruria Centrale – 50%. Większość vin santo wytwarzanego w Toskanii nie jest jednak klasyfikowana jako DOC. Dobrej jakości wina mogą być przechowywane od 8 do 20 lat. Z winem często podaje się ciasteczka cantuccini, które je się po zamoczeniu w winie.
- szata: bursztynowożółta
- aromat: intensywny, przywołujący rodzynki, morele, miód i wanilię
- poziom alkoholu: 15–18%
- kwasowość: 4–6‰
- temperatura podawania: 6–8 °C